# Distretto di Dargeçit
Il distretto di Dargeçit (in turco Dargeçit ilçesi) è uno dei distretti della provincia di Mardin, in Turchia.